# SV 1910 Kahla
SV 1910 Kahla is een Duitse sportclub uit Kahla, Thüringen.

## Geschiedenis
De club werd opgericht in 1910 en was aangesloten bij de Midden-Duitse voetbalbond. In 1920 speelde de club voor het eerst in de tweede klasse van de Kreisliga Thüringen. Na twee mindere seizoenen werd de club in 1923 derde, dit volstond om te promoveren. De Kreisliga werd afgevoerd en vervangen door de regionaal meer verdeelde Gauliga Ostthüringen. 
Het volgende seizoen werd de club vijfde op acht clubs en om een onbekende reden trok de club zich voor het volgende seizoen terug uit de competitie, maar keerde wel terug in 1925 en werd daar een middenmoter. In 1933 werd de competitie geherstructureerd nadat de NSDAP aan de macht kwam in Duitsland. De Midden-Duitse bond en al zijn competities verdwenen en maakten plaats voor de Gauliga Mitte en Gauliga Sachsen. Enkel kampioen Jena plaatste zich voor de Gauliga en verder nog twee clubs voor de Bezirksklasse Thüringen. Door de derde plaats mocht de club deelnemen aan de Bezirksklasse. De club flirtte telkens met de degradatie en verloor die strijd uiteindelijk in 1937. In 1939 werd de club kampioen, maar kon via de eindronde geen promotie afdwingen. Hierna slaagde de club er ook niet meer in om terug te keren. 
Na de Tweede Wereldoorlog werden alle Duitse voetbalclubs ontbonden. De club werd heropgericht als SG Rot-Weiß Kahla. In 1948 werd de naam BSG Keramik Kahla en in 1950 Chemie Kahla. In 1954 promoveerde de club naar de DDR-Liga, de tweede klasse, maar moest na één seizoen weer een stap terugzetten. Hierna speelde de club enkel nog op lokaal niveau in het district Gera.
Na de Duitse hereniging werd opnieuw de historische naam aangenomen. In 1992 promoveerde de club naar de Thüringenliga. Na twee vicetitels promoveerde de club in 1996 naar de Oberliga, toen de vierde klasse. Na twee seizoenen degradeerde de club en na ook een degradatie in 2001 uit de Thüringenliga. Na het seizoen 2015/16 stapte het grootste deel van de voetbalafdeling over naar BSG Chemie Kahla. De club neemt momenteel niet meer deel aan de voetbalcompetitie.